# Ivan Ivanovič Barjatinskij
Ivan Ivanovič Barjatinskij (rusky Иван Иванович Барятинский, 17. října 1767 – 15. června 1825 Ivanovskoje, Kurská oblast), byl ruský diplomat a agronom z knížecího rodu Barjatinských.
Jediný syn vynikajícího diplomata I. S. Barjatinského. V letech 1806–1812 byl ruským velvyslancem na dvoře bavorského krále v Mnichově. Byl majitelem rozsáhlých panství, na jednom z nich poblíž města Rylsku nechal postavit zámek Marjino.

## Manželství
I. I. Barjatinskij byl dvakrát ženat:

### První manželství
V roce 1806 se oženil s Frances Mary Duttonovou (1777–1807), dcerou Jamese Duttona, I. barona ze Sherborne. Spolu měli jednu dceru:
- Elizavetu Ivanovnu (1807–1867)

### Druhé manželství
Roku 1813 se oženil s Marií Fjodorovnou Kellerovou (1792–1858), dcerou pruského diplomata. Spolu měli sedm dětí:
- Olga Ivanovna (1814–1876), vdaná za Vladimíra Petroviče Orlov-Davydova, měli sedm dětí;
- Alexandr Ivanovič (1815–1879)
- Leonilla Ivanovna (1816–1918), vdaná za knížete Ludvíka ze Sayn-Wittgenstein-Berlenburgu, měli čtyři děti;
- Vladimir Ivanovič (1817–1875), ženatý s Elizaveta Aleksandrovna Černyševa, měli tři děti;
- Marija Ivanovna (1818–1843), vdaná za Michaila Viktoroviče Kočubeje, bez dětí;
- Anatolij Ivanovič (1821–1881), ženatý s Olimpiadou Vladimirovnou Kablukovovou, měli dvě děti;
- Viktor Ivanovič (1823–1904), ženatý s Marií Appolinarevnou Butenevovou.